# Haamstede
Haamstede est un village néerlandais, situé sur l'île de Schouwen-Duiveland. Au 1er janvier 2006, Haamstede comptait 4 707 habitants.

## Histoire
La zone du village était habitée avant l'époque romaine. La structure du village ancien est caractéristique des villages de la région, les maisons formant un cercle autour de l'église. Parmi les centres d'intérêt historique se tient le château d'Haamstede, dont le résident le plus célèbre est Witte van Haemstede, un fils illégitime du comte Florent V de Hollande.
Dès le début du XXe siècle, le tourisme est devenu une source de revenus de plus en plus importante pour le village. Avant la Seconde Guerre mondiale, un nouveau quartier a été construit dans une vallée de dunes à l'ouest de l'ancien centre du village, qui a reçu le nom de « Nieuw-Haamstede ». Au départ, il s'agissait principalement de maisons de vacances en bois, qui ont ensuite été de plus en plus remplacées par des maisons en pierre. Il y avait une connexion vers le continent à partir de l'aérodrome d'Haamstede. L'occupant allemand l'a utilisé à son profit. Aujourd'hui, il est utilisé par le club de vol à voile local.
Pendant la Seconde Guerre mondiale, une partie du village a été évacuée et les dunes environnantes sont devenues et ont abrité une partie du mur de l'Atlantique, dont les vestiges impressionnants sont encore visibles aujourd'hui.
Dans les années 60 et 70, le tourisme de masse s'est développé, des campings et des installations touristiques ont vu le jour un peu partout. Dans le même temps, la prise de conscience s'est répandue que la nature devait être protégée. Ce sujet a été repris par des organisations telles que la Staatsbosbeheer et plus tard, également par la Natuurmonumenten. De grandes parties du paysage dunaire sont désormais protégées et certains ne sont plus accessibles au public.
Haamstede forme une seule agglomération avec Burgh, situé plus au sud. Pour cette raison, la commune considère que les deux villages ne forment qu'une seule localité : Burgh-Haamstede.
Haamstede était une commune indépendante jusqu'au 1er janvier 1961. À cette date, elle fusionna avec les communes de Burgh, Noordwelle, Renesse et Serooskerke pour former la nouvelle commune de Westerschouwen.